# Niger Delta Liberation Force
Die Niger Delta Liberation Force oder kurz NDLF ist eine nigerianische Rebellengruppe. Sie ist vor allem im Bundesstaat Delta aktiv. John Togo, ein früherer Anführer der Gruppe, gab an für die Belange der Ijaw zu kämpfen, einer Volksgruppe im Nigerdelta. und strebte außerdem die Gründung eines eigenen Staates an.
Laut Regierungserklärungen ist die Gruppe für zahlreiche Entführungen von  Shell- und Chevron-Mitarbeitern verantwortlich.
Laut Aussage des Politikwissenschaftlers Denis Tull von der Stiftung Wissenschaft und Politik ist die NDLF "professionell organisiert und verfügt über Hunderte von Kämpfern". Die Gruppe setzt sich aus Menschen zusammen die vom Amnestieprogramm nicht profitiert haben.

## Chronik
Am 17. November 2010 töteten die Rebellen neun Soldaten der Regierungseinheit Joint Task Force (JTF) und zerstörten mehrere Militärschnellboote.
Am 1. Dezember 2010 töteten Regierungstruppen bei der Suche nach John Togo im Dorf Ayakoromor zwischen neun und 150 Menschen. Tags darauf gab die nigerianische Regierung bekannt, drei Camps der Organisation in dem Gebiet angegriffen zu haben. Die Attacken waren Teil einer Offensive gegen Störungen der Ölförderung. Im Zuge der Angriffe wurde auch Artillerie und Luftstreitkräfte eingesetzt.
Am 8. Dezember 2010 soll, nach Angaben der Rebellengruppe, die nigerianische Armee, trotz Waffenruhe und laufender Verhandlungen, Kämpfer der NDLF mit drei Kanonenbooten angegriffen haben.
Die Gruppe bekannte sich zu Bombenanschlägen auf drei Ölfördereinrichtungen von Chevron und Agip im Delta am 18. und 19. Dezember 2010.
Im Dezember 2010 bot die Niger Delta Liberation Force ihre Auflösung an, für den Fall, dass die JTF die Jagd auf John Togo aufgibt. Im Oktober 2011 wurde dieser bei einem Luftangriff der nigerianischen Armee auf ein Rebellencamp getötet. Dadurch verlor die Gruppe an Einfluss und viele Mitglieder schlossen sich der Bewegung für die Emanzipation des Niger-Deltas an. 2013 brachen innerhalb der NDLF Kämpfe aus, da zwei Kommandeure die Führung beanspruchten. Im März 2013 wurde einer der beiden getötet.

## Hintergrund
1998 wurde der Ijaw-Jugendrat gegründet, in dem viele Militante aufwuchsen. 1999 ereignete sich im Bundesstaat Bayelsa das Odi-Massaker, das den Funken zur Gewalt auslöste. 2004 wurde der Gemeinsame Revolutionsrat gegründet, der Mitglieder rekrutierte, um die nigerianische Erdölindustrie in ihren Grundfesten zu erschüttern. 2005 gründete das hochrangige Mitglied John Togo eine Splittergruppe, nachdem der Gemeinsame Revolutionsrat keinen großen Schaden angerichtet hatte. Togo rekrutierte etwa 4.000 Mitglieder und marschierte ins Nigerdelta ein, um Angriffe zu starten.